# Montécu
Montécu (toponimo francese) è una frazione del comune svizzero di Le Mouret, nel Canton Friburgo (distretto della Sarine).

## Storia

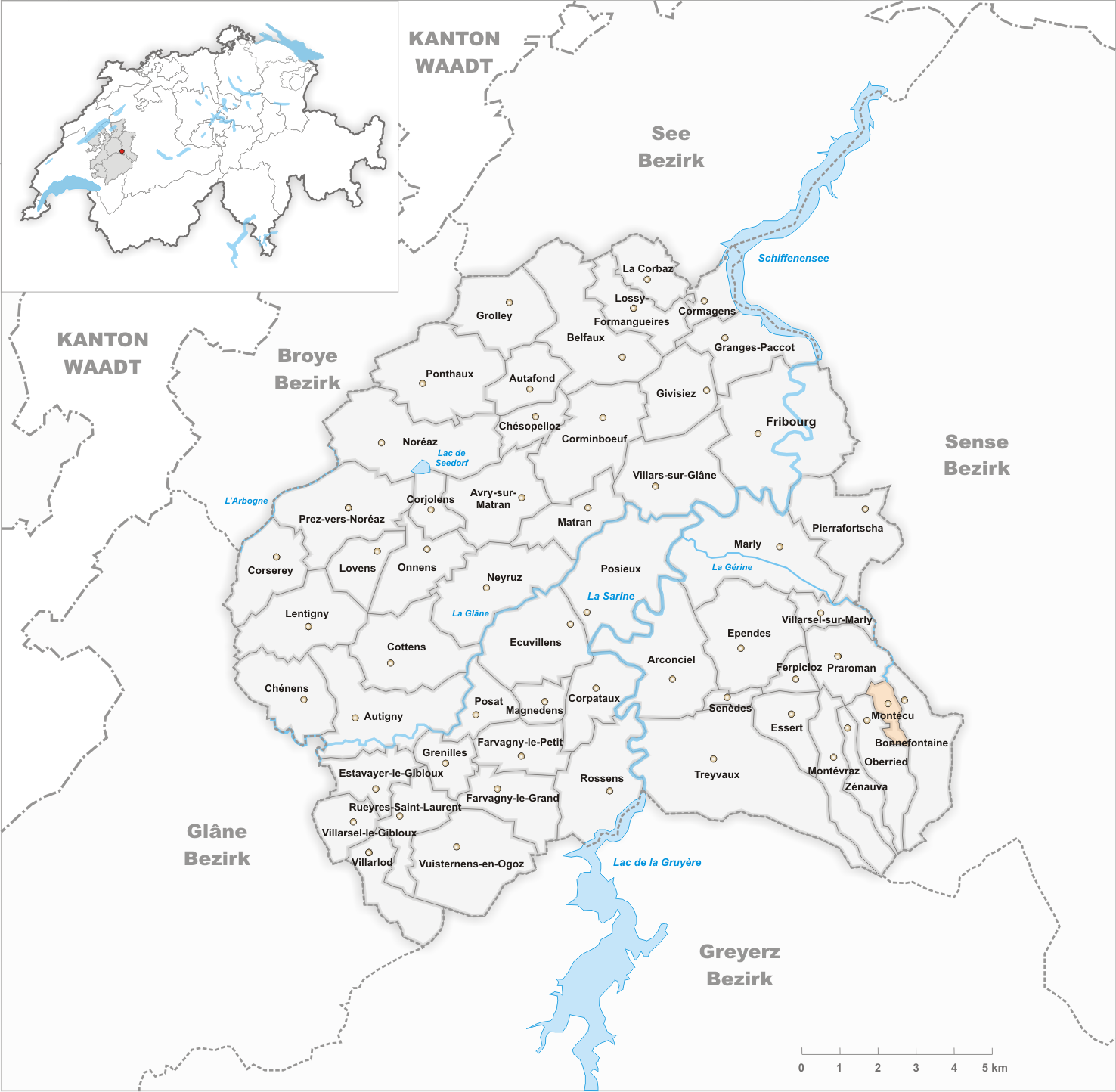
Il territorio del comune di Montécu prima degli accorpamenti comunali del 1989

Già comune autonomo, nel 1989 è stato accorpato a Bonnefontaine, il quale a sua volta il 1º gennaio 2003 è stato accorpato agli altri comuni soppressi di Essert, Montévraz, Oberried, Praroman e Zénauva per formare il nuovo comune di Le Mouret.

## Società

### Evoluzione demografica
L'evoluzione demografica è riportata nella seguente tabella:
Abitanti censiti

## Amministrazione
Ogni famiglia originaria del luogo fa parte del comune patriziale che ha la responsabilità della manutenzione di ogni bene comune.